# Cardiopetalum calophyllum
Cardiopetalum calophyllum là loài thực vật có hoa thuộc họ Na. Loài này được Diederich Franz Leonhard von Schlechtendal mô tả khoa học đầu tiên năm 1834.

## Phân bố
Loài này có tại Bolivia, Brasil, Peru.

## Hình ảnh

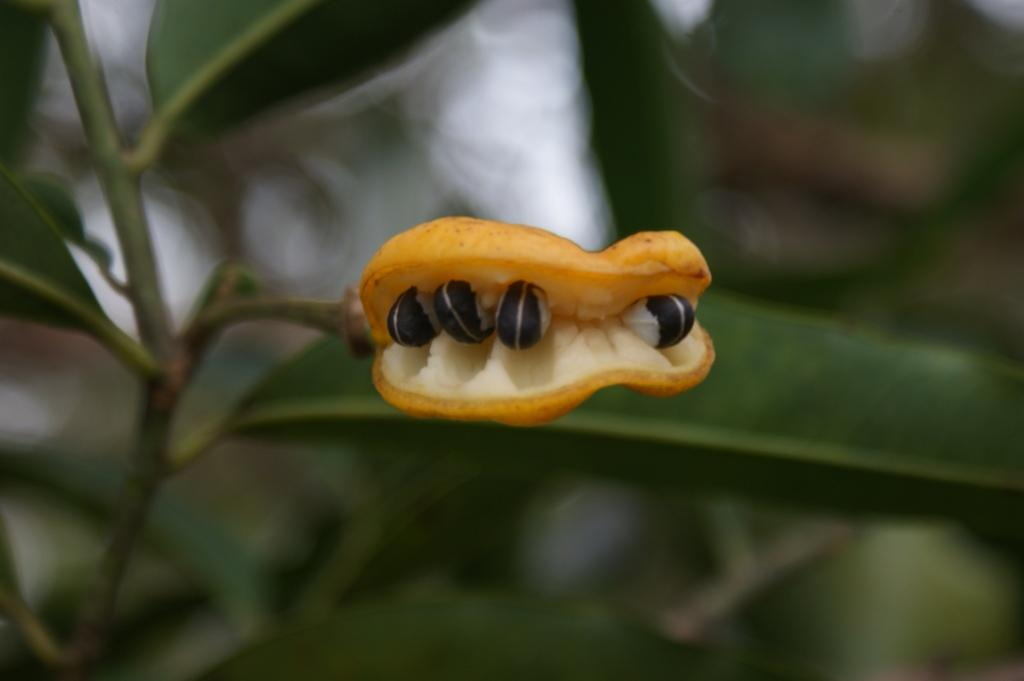

## Lưu ý
The Plant List nhầm lẫn khi coi Cymbopetalum parvifolium Rusby, 1910 (tên có nghĩa là lá nhỏ) là loài hợp lệ, đồng thời coi Cymbopetalum parviflorum N.A.Murray, 1993 (tên có nghĩa là hoa nhỏ) là đồng nghĩa của Cardiopetalum calophyllum.
Henry Hurd Rusby mô tả loài C. parvifolium theo mẫu vật thu được ở độ cao 550 m (1.800 ft) tại Tumupasa, Bolivia, trùng khu vực phân bố với Cardiopetalum calophyllum, hiện đã được Plants of the World Online sửa lại là đồng nghĩa của Cardiopetalum calophyllum, trong khi Cymbopetalum parviflorum mà Nancy A. Murray mô tả năm 1993 trong Syst. Bot. Monogr. 40: 48 có ở tây nam Mexico, hiện đã được Plants of the World Online sửa lại là loài hợp lệ.